# فرودگاه بیگ اسپرینگ مک‌ماهون–رینکل
فرودگاه بیگ اسپرینگ مک‌ماهون-رینکل (به انگلیسی: Big Spring McMahon-Wrinkle Airport) یک فرودگاه همگانی بهره‌برداری هوایی است که یک باند فرود آسفالت و بتن دارد و طول باند آن ۲۶۸۳ متر است. این فرودگاه در شهر بیگ اسپرینگ، تگزاس کشور ایالات متحده آمریکا قرار دارد و در ارتفاع ۷۸۴ متری از سطح دریا واقع شده‌است.